# ピルサドスキー
ピルサドスキー (Pilsudski) とは、アイルランドで生まれたイギリスの元競走馬、および種牡馬である。1997年カルティエ賞最優秀古馬受賞。日本では1997年のジャパンカップ優勝馬として著名。
イギリス、アイルランド、ドイツ、フランス、カナダ、日本で走り、ブリーダーズカップ・ターフ、ジャパンカップ、バーデン大賞、エクリプスステークス、チャンピオンステークス、アイリッシュチャンピオンステークスに勝ち、日本で種牡馬となった。日本での産駒の成績は不振で、2003年にアイルランドへ再輸出された。
半妹には2002年の秋華賞、エリザベス女王杯を勝ったファインモーション（父デインヒル）がいる。

## 現役時代
1995年、3歳の夏に遅い初勝利をあげる。
翌1996年に下級重賞をいくつか勝ったあと、ドイツのバーデン大賞に遠征、初のG1競走挑戦ながら前年度の優勝馬ジャーマニーを下して優勝した。次にヨーロッパ最高峰の凱旋門賞に挑みエリシオの2着に好走し、さらに北米の芝レースの最高峰ブリーダーズカップ・ターフで僚馬シングスピールを下して優勝した。
翌1997年はヨーロッパで連戦し、エクリプスステークス、アイリッシュチャンピオンステークス、チャンピオンステークスの3つの中距離の大レースに勝ったが、中長距離路線のキングジョージ6世&クイーンエリザベスダイヤモンドステークスと凱旋門賞ではそれぞれスウェインとパントレセレブルの2着に敗れた。この年の11月に来日、ジャパンカップに出走。パドックでは激しく「馬っ気」（生殖器が勃起する状態の俗語）を出していたが、人気のエアグルーヴらを破って優勝、このレースを最後に引退した。管理するマイケル・スタウト調教師にとっては前年のシングスピールに続く2年連続のジャパンカップ制覇となった。
この年のインターナショナル・クラシフィケーションの古馬中距離部門で、1位（134ポンド）となり、カルティエ賞の最優秀古馬に選出された。134ポンドは1990年代では7番目に高い数値で、エリシオやエルコンドルパサーと同評価である。

## 競走成績
| 出走日     | 競馬場           | 競走名                  | 格 | 距離    | 着順 | 騎手             | 着差      | 1着（2着）馬     |
| ---------- | ---------------- | ----------------------- | -- | ------- | ---- | ---------------- | --------- | ---------------- |
| 1994.09.27 | ニューマーケット | 未勝利S                 |    | 芝8f    | 6着  | W.スウィンバーン | 5馬身     | Court of Honour  |
| 1994.10.11 | レイセスター     | 未勝利S                 |    | 芝8f    | 8着  | R.コクレーン     | 9馬身     | Mistinguett      |
| 1995.05.21 | リポン           | 未勝利S                 |    | 芝9f    | 2着  | D.マッコン       | 2馬身     | Elle Ardensky    |
| 1995.06.22 | アスコット       | キングジョージV世H      |    | 芝12f   | 17着 | K.ダーレイ       | 23馬身    | Diaghilef        |
| 1995.07.12 | ニューマーケット | ケンブリッジ卿H         |    | 芝10f   | 1着  | K.ダーレイ       | 2馬身     | (Krystallos)     |
| 1995.07.26 | グッドウッド     | ゴールドトロフィーH     |    | 芝12f   | 1着  | W.スウィンバーン | クビ      | (Rokeby Bowl)    |
| 1995.09.24 | アスコット       | サンデースペシャルH     |    | 芝12f   | 3着  | K.ダーレイ       | 1馬身     | Taufan's Melody  |
| 1996.04.27 | サンダウン       | ゴードンリチャーズS     | G3 | 芝10f7y | 2着  | K.ダーレイ       | 3馬身     | Singspiel        |
| 1996.05.28 | サンダウン       | ブリガディアジェラードS | G3 | 芝10f7y | 1着  | P.J.エデリー     | 1/2馬身   | (Lucky Di)       |
| 1996.06.18 | アスコット       | プリンスオブウェールズS | G2 | 芝10f   | 8着  | P.J.エデリー     | 8馬身     | First Island     |
| 1996.08.17 | カラ             | ロイヤルウィップS       | G3 | 芝10f   | 1着  | W.スウィンバーン | 1 1/2馬身 | （I'm Supposin） |
| 1996.09.01 | バーデンバーデン | バーデン大賞            | G1 | 芝2400m | 1着  | W.スウィンバーン | 3/4馬身   | (Germany)        |
| 1996.10.06 | ロンシャン       | 凱旋門賞                | G1 | 芝2400m | 2着  | W.スウィンバーン | 5馬身     | Helissio         |
| 1996.10.26 | ウッドバイン     | BCターフ                | GI | 芝12f   | 1着  | K.ダーレイ       | 1 1/4馬身 | (Singspiel)      |
| 1997.04.27 | ロンシャン       | ガネー賞                | G1 | 芝2100m | 3着  | M.キネーン       | 7 1/2馬身 | Helissio         |
| 1997.06.20 | アスコット       | ハードウィックS         | G2 | 芝12f   | 2着  | M.キネーン       | 1/2馬身   | Predappio        |
| 1997.07.05 | サンダウン       | エクリプスS             | G1 | 芝10f7y | 1着  | M.キネーン       | 1 1/4馬身 | (Benny the Dip)  |
| 1997.07.26 | アスコット       | KGVI&QEDS               | G1 | 芝12f   | 2着  | M.キネーン       | 1 1/4馬身 | Swain            |
| 1997.09.13 | レパーズタウン   | 愛チャンピオンS         | G1 | 芝10f   | 1着  | M.キネーン       | 4 1/2馬身 | (Desert King)    |
| 1997.10.05 | ロンシャン       | 凱旋門賞                | G1 | 芝2400m | 2着  | M.キネーン       | 5馬身     | Peintre Celebre  |
| 1997.10.18 | ニューマーケット | チャンピオンS           | G1 | 芝10f   | 1着  | M.キネーン       | 2馬身     | (Loup Sauvage)   |
| 1997.11.23 | 東京             | ジャパンC               | GI | 芝2400m | 1着  | M.キネーン       | クビ      | (エアグルーヴ)   |

## 種牡馬成績
JRAから日本軽種馬協会に寄贈された同馬は、北海道静内町で種牡馬となった。セレクトセールで産駒に1億円を超す値がつけられ、「エリシオと並ぶポスト・サンデーサイレンスの有力候補」と評されるなど、産駒デビューまでの前評判は高かった。ところが2001年にデビューした産駒は中央競馬の初年度勝ち上がりが0頭という不振ぶりで、その後も成績が上向くことはなかった。通算のコンパラブルインデックスは1.32と、配合相手の繁殖牝馬の質は平均以上であったが、産駒のアーニングインデックスは年次別通算で0.36と平均を大きく下回った。
種付数は2001年に95頭であったが、産駒デビュー後に大きく落ち込み、2002年は50頭、2003年は10頭であった。2003年9月に買い戻されて日本を去り、アイルランドのアイリッシュ・ナショナルスタッドへ移った。現在は障害競走用種牡馬として供用されている。

### 主な産駒
- ニッシングリン - 読売レディス杯、兵庫クイーンカップ、東海ゴールドカップ
- キッズブルーム - ウイナーカップ　（母ホッカイセレス）
- チョウカイシャトル - 中央5勝　（母チョウカイキャロル）

### 母の父としての主な産駒
- フィオレンテ（父モンズーン） - メルボルンカップ（GⅠ）
- ゴールドホイヤー（父トランセンド） - 羽田盃、マイルグランプリ、雲取賞、報知グランプリカップ
- ハブアストロール（父エイシンサンディ） - 勝島王冠
- ミサキティンバー（父ティンバーカントリー） - ゴールドウィング賞
- ムツミマックス（父ブラックホーク） - 福山ダービー、若駒賞、ヤングチャンピオン
- アルマワイオリ（父マツリダゴッホ） - 朝日杯フューチュリティステークス2着

## 名義貸し問題
1997年の秋にピルサドスキーが凱旋門賞で2着になったあと、日本中央競馬会 (JRA) は同馬をウェインストック卿から購入した。まだ現役だったため、JRAはウェインストック卿に同馬をリースしてチャンピオンステークスとジャパンカップに出走した。JRAの規定では、JRAの主催する競走ではリース馬主を認めていない。名義貸しによる不透明な所有形態により、競走の公正さが失われるおそれがあるからという理由である。
ジャパンカップに出走する時点で、同馬はレース後に日本で種牡馬となることが決まっており、実質的な所有者であるJRAは種牡馬としての同馬の価値を高めるために八百長をして勝たせるのではないかといった疑惑や、主催者自ら禁止する名義貸しを行うことへの批判が提起された。

## 馬名問題
ピルサドスキーの英名は「Pilsudski」で、20世紀初頭のポーランドの指導者であるユゼフ・ピウスツキの名に由来し、父Polish Precedent（和訳すると「ポーランドの先人」）からの連想である。ピウスツキ将軍はロシアからのポーランド独立のため、日露戦争の際に来日するなど、外交史や東欧史で知られた人物であり、国内の出版物や在ポーランド日本大使館のウェブサイトでも「ピウスツキ」と表記されている。
JRAは当初「ピルスドゥスキー」という表記を採用していたが、やがて「ピルサドスキー」に変更した。「ピルスツキ」にすべきという批判があったとされるが、JRAは当時の馬主のウェインストック卿に発音を確認した上で「ピルサドスキー」という表記が妥当と判断したという。これに対してJRA賞馬事文化賞受賞者の山野浩一は、英語でないものを英語読みしたことに起因する「変な表記」「大きな間違い」であり、文部省の定める規則にも反するカナ転記だとした上で、「下手をすると外交問題に発展しかねない」「抗議がなければどのような失礼なことも許されるというものではない」とJRAとJBBAを批判した。

## 血統表
| ピルサドスキーの血統ダンジグ系 / Petition 5×4=9.38% | ピルサドスキーの血統ダンジグ系 / Petition 5×4=9.38% | ピルサドスキーの血統ダンジグ系 / Petition 5×4=9.38% | （血統表の出典） | （血統表の出典） |
| 父系                                                | ダンジグ系                                          | ダンジグ系                                          | ダンジグ系       | [ § 2 ]          |
| 父 Polish Precedent 1986 鹿毛                       | 父の父Danzig 1977 鹿毛                              | Northern Dancer                                     | Nearctic         | Nearctic         |
| 父 Polish Precedent 1986 鹿毛                       | 父の父Danzig 1977 鹿毛                              | Northern Dancer                                     | Natalma          |                  |
| 父 Polish Precedent 1986 鹿毛                       | 父の父Danzig 1977 鹿毛                              | Pas de Nom                                          | Admirals Voyage  | Admirals Voyage  |
| 父 Polish Precedent 1986 鹿毛                       | 父の父Danzig 1977 鹿毛                              | Pas de Nom                                          | Peririoner       |                  |
| 父 Polish Precedent 1986 鹿毛                       | 父の母Past Example 1976 栗毛                        | Buckpasser                                          | Tom Fool         | Tom Fool         |
| 父 Polish Precedent 1986 鹿毛                       | 父の母Past Example 1976 栗毛                        | Buckpasser                                          | Busanda          |                  |
| 父 Polish Precedent 1986 鹿毛                       | 父の母Past Example 1976 栗毛                        | Bold Example                                        | *ボールドラッド  | *ボールドラッド  |
| 父 Polish Precedent 1986 鹿毛                       | 父の母Past Example 1976 栗毛                        | Bold Example                                        | Lady be Good     |                  |
| 母 Cocotte 1983 鹿毛                                | 母の父Troy 1976 鹿毛                                | Petingo                                             | Petition         | Petition         |
| 母 Cocotte 1983 鹿毛                                | 母の父Troy 1976 鹿毛                                | Petingo                                             | Alcazar          |                  |
| 母 Cocotte 1983 鹿毛                                | 母の父Troy 1976 鹿毛                                | La Millo                                            | Hornbeam         | Hornbeam         |
| 母 Cocotte 1983 鹿毛                                | 母の父Troy 1976 鹿毛                                | La Millo                                            | Pin Prick        |                  |
| 母 Cocotte 1983 鹿毛                                | 母の母Gay Milly 1977 鹿毛                           | Mill Reef                                           | Never Bend       | Never Bend       |
| 母 Cocotte 1983 鹿毛                                | 母の母Gay Milly 1977 鹿毛                           | Mill Reef                                           | Milan Mill       |                  |
| 母 Cocotte 1983 鹿毛                                | 母の母Gay Milly 1977 鹿毛                           | Gaily                                               | Sir Gaylord      | Sir Gaylord      |
| 母 Cocotte 1983 鹿毛                                | 母の母Gay Milly 1977 鹿毛                           | Gaily                                               | Spearfish        |                  |
| 母系(F-No.)                                         | 11号族(FN:11)                                       | 11号族(FN:11)                                       | 11号族(FN:11)    | [ § 3 ]          |
| 5代内の近親交配                                     | Petition4×5                                         | Petition4×5                                         | Petition4×5      | [ § 4 ]          |
| 出典                                                | 1. 2. 3. 4.                                         | 1. 2. 3. 4.                                         | 1. 2. 3. 4.      | 1. 2. 3. 4.      |

- 半妹に2002年秋華賞・エリザベス女王杯を勝ったファインモーション（父・デインヒル）がいる。
- 半姉ハニーバン（父・Unfuwain）の孫に2021年北九州記念を勝ったヨカヨカがいる。
- そのほかの近親に2001年阪神ジュベナイルフィリーズ勝ち馬のタムロチェリー、2006年オイロパ賞・2008年サンクルー大賞勝ち馬のユームザイン、2014年中山大障害勝ち馬のレッドキングダム。